# Bauhinia tumupasensis
Bauhinia tumupasensis är en ärtväxtart som beskrevs av Henry Hurd Rusby. Bauhinia tumupasensis ingår i släktet Bauhinia och familjen ärtväxter. Inga underarter finns listade i Catalogue of Life.